# Meinrad Miltenberger
Meinrad Miltenberger (Herdecke, 6 de diciembre de 1924-Herdecke, 10 de septiembre de 1993) fue un deportista alemán que compitió para la RFA en piragüismo en la modalidad de aguas tranquilas.
Participó en dos Juegos Olímpicos de Verano en los años 1952 y 1956, obteniendo una medalla de oro en Melbourne 1956 en la prueba de K2 1000 m. Ganó cuatro medallas en el Campeonato Mundial de Piragüismo, en los años 1954 y 1958, y tres medallas en el Campeonato Europeo de Piragüismo, en los años 1957 y 1959.

## Palmarés internacional
| Representando al Equipo Alemán Unificado |                        |                   |              |
| Juegos Olímpicos                         |                        |                   |              |
| Año                                      | Lugar                  | Medalla           | Evento       |
| 1956                                     | Melbourne (Australia)  | Medalla de oro    | K2 1000 m    |
| Representando a la RFA                   |                        |                   |              |
| Campeonato Mundial                       |                        |                   |              |
| Año                                      | Lugar                  | Medalla           | Evento       |
| 1954                                     | Mâcon (Francia)        | Medalla de plata  | K1 500 m     |
| 1954                                     | Mâcon (Francia)        | Medalla de oro    | K2 500 m     |
| 1958                                     | Praga (Checoslovaquia) | Medalla de oro    | K1 4 × 500 m |
| 1958                                     | Praga (Checoslovaquia) | Medalla de bronce | K2 500 m     |
| Campeonato Europeo                       |                        |                   |              |
| Año                                      | Lugar                  | Medalla           | Evento       |
| 1957                                     | Gante (Bélgica)        | Medalla de plata  | K1 4 × 500 m |
| 1957                                     | Gante (Bélgica)        | Medalla de plata  | K2 500 m     |
| 1959                                     | Duisburgo (RFA)        | Medalla de oro    | K1 4 × 500 m |